# John A. Fraser (homme politique)
Pour les articles homonymes, voir John Fraser et Fraser.
John A. Fraser (6 novembre 1840-4 mai 1908) est un homme politique canadien de la Nouvelle-Écosse. Il est député provincial libéral de la circonscription néo-écossaise de Victoria County de 1874 à 1878 et de 1886 à 1894,.

## Biographie
Né sur l'île Boularderie en Nouvelle-Écosse, Fraser étudie à Halifax. Il devient ensuite maître de Big Bras D'Or et sert comme membre du conseil municipal.
Il ne se représente pas en 1878 (en) et en 1882 (en).